# Eupithecia morensata
Eupithecia morensata är en fjärilsart som beskrevs av Samuel E. Cassino och Louis W. Swett 1922. Eupithecia morensata ingår i släktet Eupithecia och familjen mätare. Inga underarter finns listade i Catalogue of Life.